# Hrabstwo Bourbon (Kansas)

Piramida wieku hrabstwa

Hrabstwo Bourbon – hrabstwo położone w USA w stanie Kansas z siedzibą w mieście Fort Scott. Założone 25 sierpnia 1855 roku. Nazwa Hrabstwa pochodzi od nazwy Hrabstwa Bourbon w stanie Kentucky.

## Miasta
- Fort Scott
- Bronson
- Uniontown
- Fulton
- Redfield
- Mapleton

## Sąsiednie hrabstwa
- Hrabstwo Linn
- Hrabstwo Vernon
- Hrabstwo Crawford
- Hrabstwo Neosho
- Hrabstwo Allen
- Hrabstwo Anderson